# Joseph Hill
Joseph Constantine Hill [džóuzef konstantín híl], jamajški pevec roots rock reggaeja in glasbenik, * 22. januar 1949, Linstead, Okrožje Saint Catherine, Jamajka, † 19. avgust 2006, Berlin, Nemčija.

## Življenje in delo
Hill je bil ustanovni član in pevec glasbenega tria Culture. Skupina je do sedaj izdala trideset studijskih albumov, predvsem na račun Hillove hiperproduktivnosti, kot so to označili nekateri. Njihov prvenec Two Sevens Clash iz leta 1977 je glasbena revija Rolling Stone nedavno uvrstila na 25. mesto petdesetih najizvirnejših albumov sodobne popularne glasbe.
Joseph Hill naj bi s svojo skupino nastopil 15. julija 2004 na 5. mednarodnem glasbenem festivalu reggaeja Soča Reggae Riversplash v Tolminu ob sotočju Soče in Tolminke, vendar je koncert odpadel.
Med evropsko turnejo skupine Culture je Hill v Berlinu nenadoma zbolel in preminul. Na pogrebu septembra so se mu mnogi poklonili, med drugim jamajška premierka Portia Simpson-Miller, ki je poudarila njegov doprinos k jamajški kulturi in poslanstvo.